# Херман I (Цили)
Херман I фон Цили (на словенски: Herman I. Celjski; на немски: Hermann I von Cilli; * 1332/1234; † 21 март 1385) е благородник от Щирия, граф на Цили в Словения, глава на рода Цили (1359 – 1385).

## Произход
Той е вторият син на Фридрих I фон Цили (* ок. 1300, † 1359), граф на Цили (от 1341), и на съпругата му Димут фон Валзее († 1353/1357). Негови дядо и баба по бащина линия са Улрих фон Санек и графиня Катарина фон Хоенбург, а по майчина – Улрих I фон Валзее и Димут фон Рорау. Има един брат и две сестри: 
- Улрих I († 1368), граф на Цили (1359 – 1368), съпруг на графиня Аделхайд фон Ортенбург
- Анна (неизв.), съпруга на граф Ото IV/V фон Ортенбург
- Катерина († 1389), съпруга на граф Алберт III/Албрехт IV фон  Гьорц и на трухсес Йохан II фон Валдбург-Траухбург

## Биография
Баща му е наследник на замъка Цили и го завладява през 1332 г., но не е ясно дали Херман е роден там или в близкия замък Жовнек, домът на техните предци. След смъртта на баща си през 1359 или 1360 г. Херман поема семейните имоти, които са значително увеличени по време на управлението на баща му, и ги управлява заедно с по-големия си брат Улрих I. Това е в съответствие със семейната традиция, която избягва разделянето на наследството между братята, и вместо това избра споделено управление между тях. След смъртта на Улрих през 1368 г., Херман става единственият администратор на владенията в Цили, управлявайки и от името на своя 7-годишен племенник Вилхелм († 1392). 
Заедно със сина си Херман II фон Цили и племенника си Вилхелм Херман I участва в кръстоносния поход срещу самогитците през 1377 г., като част от антуража на херцог Албрехт III Австрийски. 
Херман умира през 1385 г. и е наследен от второродния си син Херман, тъй като първородният му син Ханс умира още през 1372 г.

## Брак и потомство
∞ 1362 за Катарина Котроманич от Босна (* 1336, † 1396), дъщеря на крал Стефан II Котроманич от Босна. Те имат трима сина:
- Ханс фон Цили (* ок. 1363; † 29 април 1372), ∞ за Маргарета фон Пфанберг
- Херман II фон Цили (* 1365; † 13 октомври 1435 в Братислава), граф на Цили, наследствен бан на Славония (1423 – 1435), ∞ 1377 г за графиня Анна фон Шаунберг († пр. 1396), дъщеря на граф Хайнрих VII фон Шаунберг, от която има пет деца
- Валбурга фон Цили, ∞ за Бернхард фон Птау, от когото няма деца